# General Inter-ORB Protocol
General Inter-ORB Protocol (GIOP) bezeichnet ein abstraktes Protokoll zur Kommunikation von Object Request Brokern (ORBs) im Bereich des Verteilten Rechnens.
Bei GIOP handelt es sich um ein in CORBA 2.0 definiertes abstraktes Protokoll zur Kommunikation zwischen ORBs. 
Das GIOP ist unabhängig vom verwendeten Transportprotokoll. Das Internet Inter-ORB Protocol (IIOP) ist eine Spezialisierung des GIOP auf TCP/IP als Transportprotokoll und muss von jeder CORBA-Implementierung unterstützt werden. 
Die Sicherheitserweiterung von GIOP heißt SECIOP (SECure Inter-ORB Protocol).